# فرودگاه قاضی پاشا
فرودگاه قازی پاشا (به انگلیسی: Gazipaşa Airport) یک فرودگاه همگانی با کد یاتا GZP است. این فرودگاه در کشور ترکیه شهر آلانیا قرار دارد و در ارتفاع ۲۸ متری از سطح دریا واقع شده‌است.

## شرکت‌های هواپیمایی و مقصدهای پروزای
| شرکت‌های هواپیمایی                  | مقصدهای پروازی |
| ---------------------------------- | --- |
| ای‌زدای‌ال‌جت                         | فرودگاه بین‌المللی حیدر علی‌اف (آغاز از ۲۸ مارس ۲۰۱۶) |
| هواپیمایی آذربایجان                | فصلی: فرودگاه بین‌المللی حیدر علی‌اف (آغاز از ۴ ژوئیه ۲۰۱۶)                                                                                                  |
| بوراجت                             | فصلی: فرودگاه بین‌المللی رفیق حریری بیروت |
| فری‌برد ایرلاینز                    | فصلی: فرودگاه بین‌المللی ویلنیوس |
| کرندون ایرلاینز                    | فصلی: فرودگاه اسخیپول آمستردام |
| Danish Air Transport               | فصلی: فرودگاه کپنهاگ |
| فن‌ایر                              | فصلی: فرودگاه هلسینکی، فرودگاه اولو (آغاز از ۲۰ ژوئن ۲۰۱۶)                                                                                                 |
| جرمنیا (شرکت هواپیمایی)            | فرودگاه هامبورگ (آغاز از ۳ مه ۲۰۱۶)، فرودگاه بین‌المللی مانستر اوسنابروک (آغاز از ۷ ژوئن ۲۰۱۶)                                                              |
| جت تایم                            | فصلی: فرودگاه بیلاند، فرودگاه کپنهاگ، فرودگاه هلسینکی، فرودگاه گاردرموئن اسلو                                                                              |
| انور ایر                           | فرودگاه کپنهاگ |
| هواپیمایی پگاسوس                   | فرودگاه بین‌المللی صبیحه گوکچن فصلی: فرودگاه بین‌المللی امام خمینی                                                                                           |
| پریمرا ایر                         | فصلی: فرودگاه کپنهاگ |
| هواپیمایی اسکاندیناوی              | فرودگاه کپنهاگ، فرودگاه گاردرموئن اسلو فصلی: فرودگاه فلسلند برگن، فرودگاه بیلاند، فرودگاه گوتنبرگ-لاندوتر، فرودگاه سولا استاوانگر، فرودگاه استکهلم-آرلاندا |
| Small Planet Airlines              | فصلی: فرودگاه بین‌المللی ویلنیوس |
| سان اکسپرس                         | فرودگاه کلن بن، فرودگاه بین‌المللی دوسلدورف، فرودگاه بین‌المللی فرانکفورت، فرودگاه اشتوتگارت، فرودگاه لایپزیگ/هال، فرودگاه مونیخ                             |
| ترانساویا.کام                      | فصلی: فرودگاه اسخیپول آمستردام، فرودگاه روتردام دی‌هیگ، فرودگاه آیندهوون                                                                                    |
| تراول سرویس ایرلاینز               | فصلی: فرودگاه پراگ رازیون |
| تیلویند ایرلاینز                   | فصلی: فرودگاه بروکسل |
| تی‌یوآی‌فلای نوردیک                  | فصلی: فرودگاه استکهلم-آرلاندا |
| Thomas Cook Airlines Scandinavia   | فصلی: فرودگاه کپنهاگ، فرودگاه استکهلم-آرلاندا |
| ترکیش ایرلاینز                     | فرودگاه بین‌المللی آتاترک |
| ترکیش ایرلاینز اجرا توسط آنادولوجت | فرودگاه بین‌المللی اسن‌بوغا |

## شرکت‌های هواپیمایی و مقصدهای پروازی
| شرکت‌های هواپیمایی                  | مقصدهای پروازی                                                                                     |
| ---------------------------------- | -------------------------------------------------------------------------------------------------- |
| آزل‌جت                              | فصلی: حیدر علی‌اف                                                                                   |
| آذربایجان ایرلاینز                 | فصلی: حیدر علی‌اف                                                                                   |
| فری‌برد ایرلاینز                    | فصلی: ویلنیوس                                                                                      |
| کرندون ایرلاینز                    | فصلی: اسخیپول آمستردام                                                                             |
| Danish Air Transport               | فصلی: کپنهاگ                                                                                       |
| فن‌ایر                              | فصلی: هلسینکی، اولو                                                                                |
| جرمنیا                             | هامبورگ، مانستر اوسنابروک                                                                          |
| جت تایم                            | فصلی: بیلاند، کپنهاگ، هلسینکی، گاردرموئن اسلو                                                      |
| انور ایر                           | کپنهاگ                                                                                             |
| پگاسوس ایرلاینز                    | صبیحه گوکچن فصلی: امام خمینی                                                                       |
| پابیدا                             | فصلی: ونوکووا                                                                                      |
| پریمرا ایر                         | فصلی: کپنهاگ                                                                                       |
| هواپیمایی اسکاندیناوی              | کپنهاگ، گاردرموئن اسلو فصلی: فلسلند برگن، بیلاند، گوتنبرگ-لاندوتر، سولا استاوانگر، استکهلم-آرلاندا |
| Small Planet Airlines              | فصلی: ویلنیوس                                                                                      |
| سان اکسپرس                         | کلن بن، دوسلدورف، فرانکفورت، اشتوتگارت، لایپزیگ/هال، مونیخ                                         |
| ترانساویا.کام                      | فصلی: اسخیپول آمستردام، روتردام دی‌هیگ، آیندهوون                                                    |
| تراول سرویس ایرلاینز               | فصلی: پراگ رازیون                                                                                  |
| تیلویند ایرلاینز                   | فصلی: بروکسل                                                                                       |
| تی‌یوآی‌فلای نوردیک                  | فصلی: استکهلم-آرلاندا                                                                              |
| Thomas Cook Airlines Scandinavia   | فصلی: کپنهاگ، استکهلم-آرلاندا                                                                      |
| ترکیش ایرلاینز                     | آتاترک                                                                                             |
| ترکیش ایرلاینز اجرا توسط آنادولوجت | اسن‌بوغا                                                                                            |